# ライアー (1997年の映画)
『ライアー』（Liar、原題：Deceiver）は、1997年に公開されたアメリカのサスペンス映画。
1997年のストックホルム国際映画祭において撮影賞と脚本賞を、1998年のコニャック・ミステリー映画祭では審査員特別賞を受賞している。

## ストーリー
ブラクストンとケネソウの2人の刑事は娼婦のエリザベスが惨殺された事件の捜査をしていた。その捜査線上に富豪の家系であるウェイランドが浮上する。さっそく嘘発見器を使用した尋問を始めるが、2人はウェイランドの言動に翻弄されてしまう。

## キャスト
※括弧内は日本語吹替
- ジェームズ・ウェイランド - ティム・ロス（大塚芳忠）
- フィリップ・ブラクストン - クリス・ペン（玄田哲章）
- エドワード・ケネソウ - マイケル・ルーカー（堀勝之祐）
- エリザベス・ロフタス - レネー・ゼルウィガー（岡本麻弥）
- ケネソウ夫人 - ロザンナ・アークエット（高島雅羅）
- ムック - エレン・バースティン（火野カチ子）
- シモンズ・バンヤード - マイケル・パークス（大川透）
- ジェームズの父 - マーク・ダモン（長克巳）

## スタッフ
- 監督・脚本 - ジョナス・ペイト、ジョシュ・ペイト
- 製作総指揮 - ピーター・グラッツァー
- 製作 - マーク・ダモン
- 撮影 - ビル・バトラー
- 音楽 - ハリー・グレッグソン＝ウィリアムズ